# Paramordellaria carinata
Paramordellaria carinata är en skalbaggsart som först beskrevs av Smith 1883.  Paramordellaria carinata ingår i släktet Paramordellaria och familjen tornbaggar. Inga underarter finns listade i Catalogue of Life.